# Jane Chambers
Jane Chambers (Columbia, 27 marzo 1937 – Greenport, 15 febbraio 1983) è stata una drammaturga, scrittrice e poetessa statunitense.

## Biografia
Nata a Columbia, Jane Chambers crebbe ad Orlando, dove cominciò a scrivere per alcune emittenti radiofoniche. Studiò alla Rollins College, ma lasciò l'università prima di terminare gli studi. Successivamente tornò a dedicarsi agli studi nel 1968, quando si immatricolò al Goddard College, dove conobbe Beth Allen, che sarebbe stata la sua compagna per il resto della sua vita.
Dopo gli studi cominciò a scrivere per il teatro, portando in scena i drammi Christ in a Treehouse, Tales of the Revolution and Other American Fables e Random Violence (1972). Nel 1974 il suo dramma A Late Snow, portato in scena a New York, fu una delle prime opere teatrali statunitensi a rappresentare positivamente donne omosessuali. Nel 1980 scrisse quello che viene ritenuto il suo capolavoro, Last Summer at Bluefish Cove, ritenuto un classico del teatro LGBT. Dopo la diagnosi di cancro nel 1981, scrisse il dramma My Blue Heaven. Dopo la morte nel 1983, vennero pubblicati postumi una raccolta di poesie nel 1984 e un romanzo nel 1987.

## Opere

### Romanzi
- Burning: A Novel, New York, JH Press, 1978. ISBN  978-0935672107
- Chasin' Jason: A Novel, New York, Tnt Classics, 1987. ISBN 978-0935672138

### Poesia
- Warrior at Rest: A Collection of Poetry, Tnt Classics, 1984. ISBN 978-0935672121

### Teatro
- A Late Snow (1979)
- Last Summer at Bluefish Cove (1980)
- My Blue Heaven (1981)